# Джессен, Джанна
Джа́нна Дже́ссен или Джиа́нна Дже́ссен (англ. Gianna Jessen, псевдоним; род. 6 апреля 1977, Лос-Анджелес, Калифорния) — американский христианский оратор, активистка движения «В защиту жизни» (англ. pro-life). Родилась в результате неудавшегося солевого аборта, из-за чего страдает ДЦП. С 14 лет посвятила свою жизнь борьбе за права нерождённых детей.

## Биография
Биологической матери Джанны было 17 лет, когда та согласилась на солевой аборт, будучи беременной семь с половиной месяцев. В клинике абортов в Лос-Анджелесе Джанна должна была погибнуть в утробе матери в течение примерно 18 часов после введения солевого раствора, однако она родилась живой. Врач-гинеколог, который должен был провести аборт, к этому моменту ещё не заступил на смену, а впоследствии вынужден был подписать свидетельство о рождении, в котором указал «родилась в результате солевого аборта».
Джанна больна ДЦП, но называет это даром. Она верит, что ДЦП не отягощает её жизнь, а, скорее, обогащает её. Она рассказывает, что при рождении весила всего 2 фунта, и врачи сказали, что она никогда не сможет держать голову, сидеть, ползать, ходить. Она начала ходить в возрасте около трёх лет с помощью фиксаторов и ходунков. Сейчас она ходит, слегка прихрамывая, но принимает участие в марафонах. 30 апреля 2005 года она завершила свой первый марафон немногим более чем за 7 часов и была представлена к желанной награде. Теперь она намерена запустить подобные марафоны повсюду.
Джанна Джессен понимает тяжёлое положение сирот. В раннем детстве она попала в приёмную семью, где её не любили, а затем в дом любящей женщины по имени Пенни, которая была матерью около 56 приёмных детей. Джанна считает, что Пенни спасла ей жизнь. Впоследствии Джанну удочерила дочь Пенни, Диана ДеПол.
Джанна путешествует со своими проповедями по всему миру. Принимает участие в молитвенных марафонах. Её жизнь освещена многими крупными новостными СМИ, в том числе New York Times, BBC News, World Radio, Sky News и The Good Morning Show в Англии, где она обратилась ко многим людям с посланием надежды и своими убеждениями. В ноябре 2005 года Джанна выступала в нескольких колледжах по всей Ирландии, а в декабре того же года, выступала на встрече, состоявшейся в Палате общин в Лондоне. Она вернулась в Англию, чтобы выступить в нескольких приходских и государственных средних школах. Аудитория Джанны разнообразна: прихожане церквей, женщины из приютов, светские и христианские молодёжные организации и группы, просто ученики школ и колледжей. Джессен также несколько раз выступала перед Конгрессом США.

### Цитаты
Из выступления Джанны Джессон в Квинс-Холле, Мельбурн, Австралия:

«Я знаю, что я нахожусь в правительственном здании, в прекрасном здании, и я люблю вашу страну, так же как и свою. Но я знаю, что в наше время, совершенно не политкорректно произносить имя Иисуса Христа в местах, подобных этому. Неполиткорректно привносить Его имя в подобные собрания, потому что от Его имени людям становится ужасно неудобно. Но я выжила не для того, чтобы всем было удобно. Я выжила для того, чтобы разбудить, чтобы растормошить».

«А сейчас я просто вынуждена сказать это: если аборт является одним из прав женщин, дамы и господа, где были мои права в тот момент? Не нашлось ни одной радикальной феминистки, которая бы поднялась и завопила о том, что были нарушены мои права, и что моя жизнь фактически приносилась в жертву во имя прав женщин.

Дамы и господа, у меня не было бы церебрального паралича, если бы я не пережила всё это. Поэтому, когда я слышу отвратительный аргумент, что должны быть аборты, только лишь потому, что ребёнок может быть инвалидом — ужас наполняет моё сердце.

Дамы и господа, есть вещи, которым вы сможете научиться только с помощью более слабых. Когда вы уничтожаете слабых, проигрываете именно вы. Господь позаботится о слабых, но именно вы будете страдать вечно. И какое высокомерие, какое совершенное высокомерие, что так долго было аргументом то, что сильные должны подавлять слабых, должны определять, кому жить, а кому умирать».

«Я встречалась со своей биологической матерью. Я простила свою биологическую мать. Я — христианка».

### Критика
- Why The Gianna Jessen ‘Botched Abortion’ Ad Is Inaccurate. www.beliefnet.com. Дата обращения: 12 января 2019. Архивировано 12 января 2019 года.